# شيتارو ياسووكا
شيتارو ياسووكا (باليابانية: 安岡章太郎)‏ (30 مايو 1920 في كوتشي، كوتشي - 26 يناير 2013 في طوكيو (اليابان)) روائي، وكاتب من اليابان.

## الجوائز
- جائزة أكوتاغاوا[2]
- جائزة كواباتا  [لغات أخرى]‏
- الجائزة الكبرى للأدب الياباني  [لغات أخرى]‏
- صاحب الاستحقاق الثقافي  [لغات أخرى]‏

## روابط خارجية
- شيتارو ياسووكا على موقع IMDb (الإنجليزية)